# Кожух (Кемеровская область)
Кожух — упразднённый посёлок в Тисульском районе Кемеровской области. На момент упразднения находящился в административном подчинении администрации рабочего поселка Макаракский. Исключён из учётных данных в 2000 году.

## География
Посёлок располагался на левом берегу реки Палатно-Ударная в месте впадения в нее реки Безымянная, на расстоянии приблизительно 22 км по прямой к юго-западу от посёлка Большая Натальевка.

## История
Законом Кемеровской области от 25 октября 2000 года № 708 посёлок исключен из учётных данных.

## Население
| 1970 | 1979 | 1989 |
| ---- | ---- | ---- |
| 794  | ↘603 | ↘289 |